# Valentine Plains
Valentine Plains är en ort i Australien. Den ligger i kommunen Banana och delstaten Queensland, omkring 420 kilometer nordväst om delstatshuvudstaden Brisbane.
Trakten runt Valentine Plains är nära nog obefolkad, med mindre än två invånare per kvadratkilometer.. Närmaste större samhälle är Biloela, nära Valentine Plains.
I omgivningarna runt Valentine Plains växer huvudsakligen savannskog.  Genomsnittlig årsnederbörd är 1 078 millimeter. Den regnigaste månaden är januari, med i genomsnitt 245 mm nederbörd, och den torraste är juli, med 33 mm nederbörd.